# Xenofrea murina
Xenofrea murina là một loài bọ cánh cứng trong họ Cerambycidae.